# Nommern
Nommern (en luxembourgeois : Noumer ) est une localité luxembourgeoise et le chef-lieu de la commune portant le même nom située dans le canton de Mersch.

## Géographie

### Sections de la commune
- Cruchten
- Nommern (chef-lieu)
- Schrondweiler

### Communes limitrophes
- Dans le canton de Mersch : Larochette, Fischbach, Mersch, Colmar-Berg
- Dans le canton de Diekirch : Vallée de l'Ernz, Schieren

Un projet envisageait la fusion des communes de Fischbach, de Larochette et de Nommern. Au cours d'un référendum qui a eu lieu le 9 novembre 2014, l'électorat des trois communes s'est prononcé en défaveur de cette éventuelle union. 76,02 % des électeurs de Fischbach et 70,05 % de ceux de Nommern ont rejeté la fusion. En revanche, 66,53 % de ceux de Larochette souhaitaient le rapprochement.

### Voies de communication et transports
- Gare de Cruchten.

## Politique et administration

### Liste des bourgmestres
| Période                                  | Période  | Identité            | Étiquette | Qualité |
| ---------------------------------------- | -------- | ------------------- | --------- | ------- |
| janvier 1844                             |          | Jean-Pierre Heuardt |           |         |
| …                                        | …        |                     |           |         |
| …                                        | 2017     | Marc Eicher         | SE        |         |
| 2017                                     | En cours | John Mühlen         | SE        |         |
| Les données manquantes sont à compléter. |          |                     |           |         |

## Population et société

### Démographie
L'évolution du nombre d'habitants est connue à travers les recensements de la population effectués dans le pays depuis 1821. Les recensements décennaux de la population permettent de caler les chiffres sur la composition de la population par sexe, âge, nationalité et commune de résidence. Entre deux recensements, la population au 1er janvier de l’année {\displaystyle x} est évaluée en ajoutant à la population au 1er janvier de l’année {\displaystyle x-1} les soldes naturel (naissances {\displaystyle -} décès) et migratoire (arrivées {\displaystyle -} départs) de l'année. La même méthode est appliquée pour la répartition par âge au 1er janvier et les effectifs totaux par nationalité. Depuis le 1er septembre 2023, le Luxembourg dénombre 100 communes.
Au 1er janvier 2024, la commune comptait 1 484 habitants.
| 1821 | 1851  | 1871  | 1880  | 1890 | 1900 | 1910 | 1922 | 1930 |
| ---- | ----- | ----- | ----- | ---- | ---- | ---- | ---- | ---- |
| 758  | 1 002 | 1 043 | 1 003 | 879  | 873  | 846  | 787  | 707  |

| 1935 | 1947 | 1960 | 1970 | 1978 | 1979 | 1981 | 1983 | 1984 |
| ---- | ---- | ---- | ---- | ---- | ---- | ---- | ---- | ---- |
| 707  | 723  | 600  | 620  | 656  | 667  | 663  | 660  | 680  |

| 1985 | 1986 | 1987 | 1988 | 1989 | 1990 | 1991 | 1992 | 1993 |
| ---- | ---- | ---- | ---- | ---- | ---- | ---- | ---- | ---- |
| 700  | 710  | 720  | 742  | 749  | 792  | 784  | 800  | 811  |

| 1994 | 1995 | 1996 | 1997 | 1998 | 1999 | 2000 | 2001 | 2002 |
| ---- | ---- | ---- | ---- | ---- | ---- | ---- | ---- | ---- |
| 838  | 838  | 850  | 858  | 887  | 922  | 947  | 954  | 997  |

| 2003  | 2004 | 2005  | 2006  | 2007  | 2008  | 2009  | 2010  | 2011  |
| ----- | ---- | ----- | ----- | ----- | ----- | ----- | ----- | ----- |
| 1 003 | 999  | 1 003 | 1 007 | 1 033 | 1 069 | 1 104 | 1 142 | 1 178 |

| 2012  | 2013  | 2014  | 2015  | 2016  | 2017  | 2018  | 2019  | 2020  |
| ----- | ----- | ----- | ----- | ----- | ----- | ----- | ----- | ----- |
| 1 202 | 1 218 | 1 251 | 1 313 | 1 331 | 1 393 | 1 381 | 1 421 | 1 401 |

| 2021  | 2022  | 2023  | 2024  | - | - | - | - | - |
| ----- | ----- | ----- | ----- | - | - | - | - | - |
| 1 439 | 1 448 | 1 437 | 1 484 | - | - | - | - | - |

Pour des raisons techniques, il est temporairement impossible d'afficher le graphique qui aurait dû être présenté ici.

## Curiosités
- L’église de la Nativité-de-la-Bienheureuse-Vierge-Marie